# Fodina arctioides
Fodina arctioides är en fjärilsart som beskrevs av Walker 1865. Fodina arctioides ingår i släktet Fodina och familjen nattflyn. Inga underarter finns listade i Catalogue of Life.